# Магистрални пут М4
Магистрални пут М4 је магистрални пут у Босни и Херцеговини који повезује гранични прелаз Нови Град са Хрватском, Приједор, Бања Луку, Добој, Тузлу и гранични прелаз Каракај са Србијом. Дужина магистралног пута је 260 km. Назив магистралног пута је у Републици Српској је задржан из номенклатуре путева Југославије из 1987. године, док је одлуком Владе Федерације Босне и Херцеговине од 15. новембра 2014. године део ове магистрале који пролази кроз Федерацију Босне и Херцеговине је преименован у магистрални пут М109.